# Mary Healy (autrice)
Pour les articles homonymes, voir Healy (homonymie).
 (juin 2025).
Mary Healy dite aussi Jeanne Mairet (1843-1936) est une autrice américaine qui publia des romans directement en français.

## Biographie
Fille du peintre George Peter Alexander Healy et de Louisa Phipps, Marie ou Mary est née dans l'ancien 9e arrondissement de Paris le 8 décembre 1843, et décédée le 10 juillet 1936 à Hinsdale, comté de DuPage, (Illinois, États-Unis). 
Elle écrit sous le pseudonyme de Jeanne Mairet en français et en anglais, des romans comme des nouvelles, ainsi que des traductions.
Elle contribue au Musée des familles, aux Annales politiques et littéraires et à la Nouvelle Revue.
Elle épouse le 14 février 1874 l'écrivain, critique et journaliste Charles Bigot (1840-1893).

## Œuvres
Mary Healy utilisa le pseudonyme de Jeanne Mairet, mais aussi celui de « Madame Charles Bigot » et de « Mary Healy-Bigot ». On trouve des écrits non seulement publiés en français (souvent par Paul Ollendorff), mais aussi en anglais et en allemand. Elle produisit aussi de nombreuses traductions avec parfois l'aide de sa sœur Edith Healy.
- 1880 à 1891 : parutions dans la Nouvelle Revue : « Mlle Printemps », 15 mars 1880 ; « Les millions de Madeleine », 1er avril 1881 ; « La petite Mme du Boys », 15 mai 1882 ; « L'Anglaise », 15 avril 1884  ; « Des pas dans la neige », 15 juil. et 1er août 1888 ; « Aveugle », 15 juin 1891.
- 1882 : Marca
- 1884 : Raphaël et la Farnésine, avec Charles Bigot, avec treize gravures de Tiburce de Mare, Éditions de la Gazette des beaux-arts — traduit en anglais par M. Healy (Londres, Kegan & Tench, 1884).
- 1886 : La Clef d'or
- 1887 :  Paysanne ; Faiseur d'ancêtres ; La Femme d'un musicien
- 1888-1891 : La Tâche du petit Pierre, avec 46 gravures de Ferdinandus (chez Furne & Jouvet)
- 1889 : Grand'mère, nouvelle
- 1890 : Peine perdue
- 1891 : Artiste, roman — lire sur Gallica
- 1892 : Charge d'âme, roman
- 1892 : Inséparables
- 1894 : Némésis
- 1895 : Cinq minutes d'arrêt. Grand-Mère, coécrit avec Jeanne Schultz
- 1896 : Chercheur d'idéal, roman
- 1897 : Deux Mondes
- 1899 : Un mariage superbe, nouvelle parisienne, in: Annales politiques et littéraires  — lire sur Gallica
- 1899 : Sybil, roman
- 1900 : Double Sauvetage
- 1901 : L'Enfant de la Lune
- 1902 : Crime inutile, roman
- 1909 : (en) Madame Mother of the Regent 1652-1722 d'Arvède Barine, traduction
- 1910 : La Petite Princesse
- 1911 : (en) Our Ancestors: A Comedy in Two Acts, théâtre
- 1913 : (en) Life of George P. A. Healy by his daughter. Followed by a selection of his letters, édition de Chicago.